# Парома
Парома — река в России, протекает в Мурашинском районе Кировской области. Устье реки находится в 17 км по правому берегу реки Волковица. Длина реки составляет 12 км.
Исток реки на холмах Северных Увалов в 13 км к востоку от города Мураши. Река течёт на юго-восток, затем на юг. Всё течение проходит по ненаселённому лесу. Приток — Медвежья (правый).

## Данные водного реестра
По данным государственного водного реестра России относится к Камскому бассейновому округу, водохозяйственный участок реки — Вятка от города Киров до города Котельнич, речной подбассейн реки — Вятка. Речной бассейн реки — Кама.
По данным геоинформационной системы водохозяйственного районирования территории РФ, подготовленной Федеральным агентством водных ресурсов:
- Код водного объекта в государственном водном реестре — 10010300312111100034242
- Код по гидрологической изученности (ГИ) — 111103424
- Код бассейна — 10.01.03.003
- Номер тома по ГИ — 11
- Выпуск по ГИ — 1